# Starlight Drifters
The Starlight Drifters var ett rockabillyband från USA bildat vintern 1997. Deras musik hade en släng av rockabilly, western swing och honky-tonk.

## Medlemmar
- Bill Alton – sång
- Chris Casello – gitarr, sång, pedal steel guitar
- Billy Mack Cowen – trummor, sång
- Dave Roof – basgitarr, trumpet, sång
- Kenny Brown – basgitarr
- Mike Thompson – akustisk gitarr
- Rudy Varner – basgitarr
- Marc Gray – trummor
- Mike Kissick – trummor
- Artie Wolff – basgitarr

## Diskografi
Studioalbum
- Presenting The Starlight Drifters (1998)
- Every Note A Pearl (1999)
- Thirteen To Go (2001)